# 埼北自動車学校

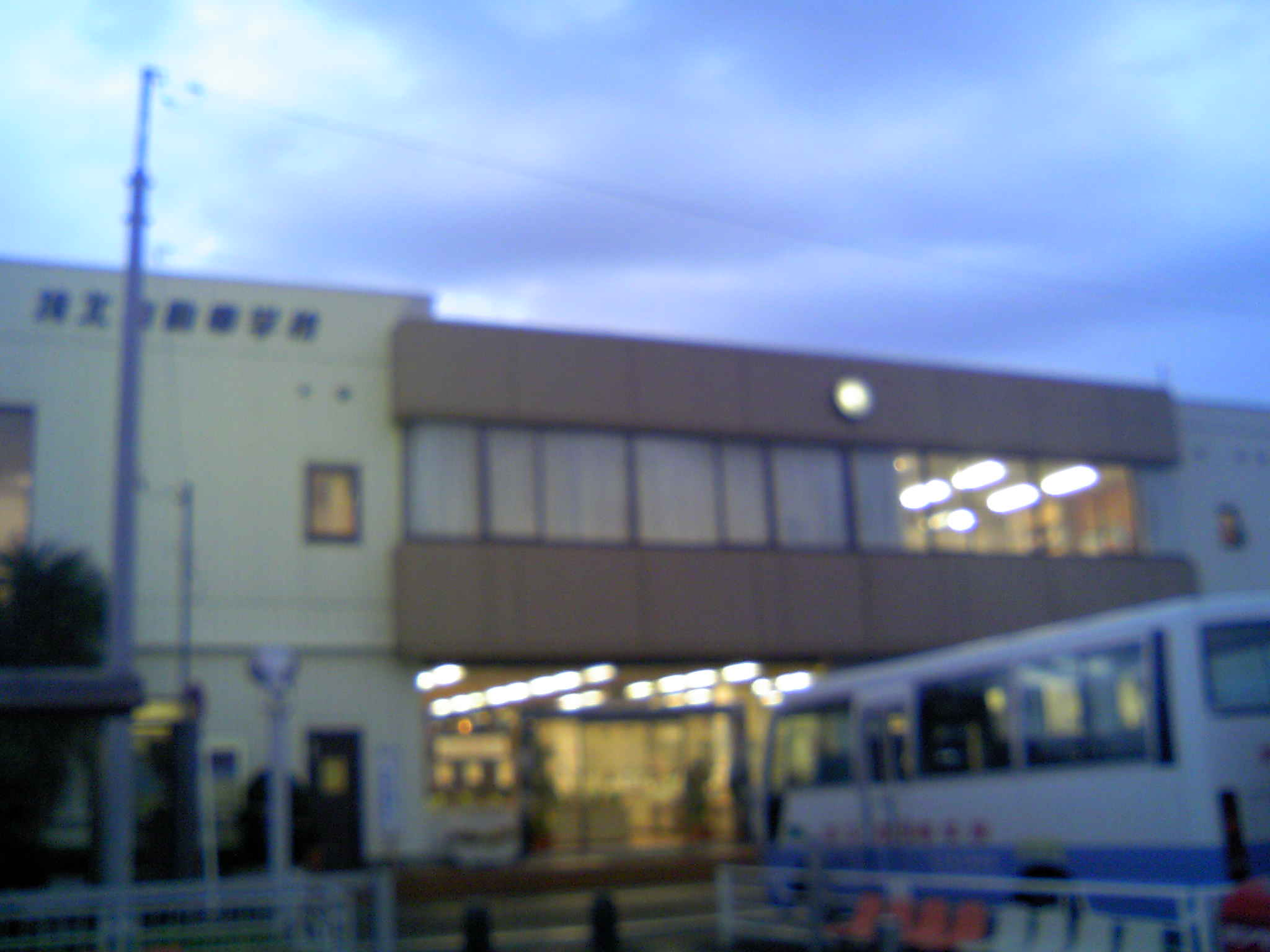
埼北自動車学校玄関（2007年11月撮影）右下は教習生向け送迎バス

埼北自動車学校（さいほくじどうしゃがっこう）は、埼北総業株式会社が運営する埼玉県加須市花崎北に所在する埼玉県公安委員会指定の自動車教習所である。休校日は原則的に木曜日。

## 所在地
- 埼玉県加須市花崎北1丁目21番地1

## 取得可能な免許
- 普通自動車免許
- 大型二輪車免許
- 普通二輪車免許
- 大型自動車免許
- 大型特殊自動車免許

## 特徴

### 立地
花崎駅上りホームから校舎及び構内コースが見える。周辺は閑静な住宅街であり、区画街路や特殊街路が整備されている。

### 教習コース
路上教習で使用する主要道路
- 東北自動車道 加須IC - 羽生IC
- 国道125号
- 埼玉県道3号さいたま栗橋線
- 埼玉県道12号川越栗橋線
- 埼玉県道46号加須北川辺線

## 交通
- 東武伊勢崎線花崎駅北口より徒歩3分
- JR宇都宮線・東武日光線沿線から無料スクールバスあり